# Глибочок-2
Глибочок-2 — ботанічна пам'ятка природи місцевого значення в Звенигородському районі Черкаської області.
Об'єкт розташований на території Тальнівської міської громади Звенигородського району Черкаської області, на березі річки Гірський Тікич.
Площа — 1,2 га.
Статус отриманий 2023 року.
Місце зростання рослин, які занесені до Червоної книги України — сон широколистий (Pulsatilla patens), горицвіт весняний (Adonis vernalis), ковила волосиста (Stipa capillata) та шафран сітчастий (Crocus reticulatus).